# 陳羆
陳羆，浙江上虞人，明朝初期政治人物、進士出身。

## 生平
永乐十三年，登乙未科進士，授監察御史。